# Flammulina stratosa
Flammulina stratosa är en svampart som beskrevs av Redhead, R.H. Petersen & Methven 1999. Flammulina stratosa ingår i släktet Flammulina och familjen Physalacriaceae.   Inga underarter finns listade i Catalogue of Life.